# Abú Muslim al-Churásání
Abú Muslim Abd al-Rahmán ibn Muslim al-Churásání (arabsky أبو مسلم عبد الرحمن بن مسلم الخراساني‎, asi 727 – únor 755) byl vůdce chorásánského povstání, známého jako Abbásovská revoluce (746 – 749), které nastolilo vládu Abbásovců a zvrhlo umajjovskou dynastii. Po vítězství povstání se v roce 750 stal místodržitelem Chorásánu. Jeho vliv a množství přívrženců však chalífa al-Mansúr začal považovat za hrozbu a proto ho dal v roce 755 zavraždit.